# Рот на замок!
Рот на замок (англ. Our Lips Are Sealed) — американо-австралийский фильм 2000 года вышедший на видео-носителях с участием в главных ролях Сестёр Олсен. Действие фильма частично происходило и снималось в городе Сидней, Австралия.

## Сюжет
Сёстры Паркер были включены в программу ФБР по защите свидетелей после того, как становятся свидетелями ограбления местного музея, в ходе которого был украден бесценный бриллиант Нила. К сожалению, Мэдди и Эбби не умеют молчать; в результате, куда бы Паркеров ни отправили жить, девушки непреднамеренно раскрывают свой статус свидетелей. Банду возглавляет криминальный авторитет с довольно неудачной фамилией Хэтчью («Будь здоров!»), который сделает всё, чтобы заполучить бриллиант, который воры подсунули Эбби в рюкзак во время побега с места преступления. Драгоценный камень в конечном итоге оказывается вставленным в ожерелье одной из сестёр.
Семья скрывается по всей стране, от Техаса до малых городских прерий и в конце концов, семья побывала по всему миру. За единственным исключением Австралии. ФБР (которое к этому времени совершенно устало от необходимости «постоянно» перемещать Паркеров, и всё потому, что Мэдди и Эбби не могут держать язык за зубами) отправляет их жить в Сидней. Поначалу у девочек возникают большие проблемы, особенно в том, что касается их группы сверстников. Двое убийц по имени Мак и Сидни отправляются за ними после того, как было обнаружено их местонахождение, после проникновения в офис ФБР. Мэдди и Эбби побеждают Мака и Сидни, нокаутируя их, привязывая к доскам для серфинга, прикрепляя заколки к волосам Сидни, крася ногти на ногах Мака и угрожая надеть на них розовые и синие бикини. После того, как близнецам удаётся убедить их перейти на другую сторону, они уезжают после того, как девушки заманивают Хэтчью в Австралию. Он следует за ними, получает алмаз. Но во время возвращаются Мак и Сидни и спасают девочек. Хэтчью почти сбегает на гидросамолёте, но Мэдди и Эбби останавливают его с помощью бумеранга. Главаря арестовывает Кэти, агент ФБР под прикрытием, изображающий из себя спасателя. Паркеры, наконец, могут вернуться домой в Соединённые Штаты с половиной денежного вознаграждения за поимку воров.

## Актёрский состав
- Эшли Олсен — Эбби Паркер
- Мэри-Кейт Олсен — Мэдди Паркер
- Джим Мескимен[англ.] — Рик Паркер
- Тамара Клеттербак — Тери Паркер
- Роберт Миано[англ.] — Хэтчью
- Кларк, Джейсон — Мак
- Ричард Картер[англ.] — Сидней
- Джо Филлипс — Кэти
- Харольд Хопкинс[англ.] — Шелби Шоу (житель Окленда)
- Эрни Хадсон мл.[англ.] — агент Баннер
- Уилли Гарсон — Агент Норм
- Джейд Броннеберг — Виктория
- Райан Кларк[англ.] — Пит
- Скотт Суолуэлл — Эйвери
- Нина Шульц, Пруди Куигли — Шейла
- Крис Фой[англ.] — Донни
- Дэниэл Уэйкфилд[англ.] — Рэй
- Питер Каллэн — Репортёр новостей Майло
- Крис Стэпли — Леонард
- Кэти Фаунтин — Ванесса
- Рэндолл Рэпстайн — Директор школы
- Маргарит Макинтайр — Учитель
- Жан-Поль Ману — Роббер
- Кен Давитян — бандит #1
- Дуглас Фишер — Судья
- Гарт Холкомб — Джейк
- Бретт Блюитт[англ.] — Яхтенный стюард
- Гарри Даканалис, Майк Ходж — Приспешники
- Бумер (кенгуру) — камео